# ヤドー
ヤドー又はヤドウ（Yaddo）はニューヨーク州サラトガ・スプリングズにある芸術村である。地所の敷地の広さは400エーカー（1.6平方キロメートル）。設立理念は「アーティストが協力的な環境の中で邪魔されることなく制作に打ち込む機会を提供することにより創作的なプロセスを育む」ことにある。2013年3月11日にアメリカ合衆国の国家史跡に指定された。
ヤドーには、舞踊、映画、文学、作曲、絵画、舞台芸術、写真術、エッチングや木版を含む版画、彫刻、ビデオアートに携わるアーティスト、芸術家が利用できる住居がある。ヤドーで制作をしたことのある芸術家たちの中から、ピューリッツァー賞受賞者が66人、マッカーサー・フェローシップを受けた者が27人、全米図書賞を受けた者が61人、全米批評家協会賞を受けた者が24人、ローマ賞を受けた者が108人、ホイッティング賞を受けた者が49人、ノーベル文学賞を受けた者が1人（ソール・ベロー）、輩出された。ヤドーの敷地はユニオン・アヴェニュー歴史地区に含まれる。

## 沿革

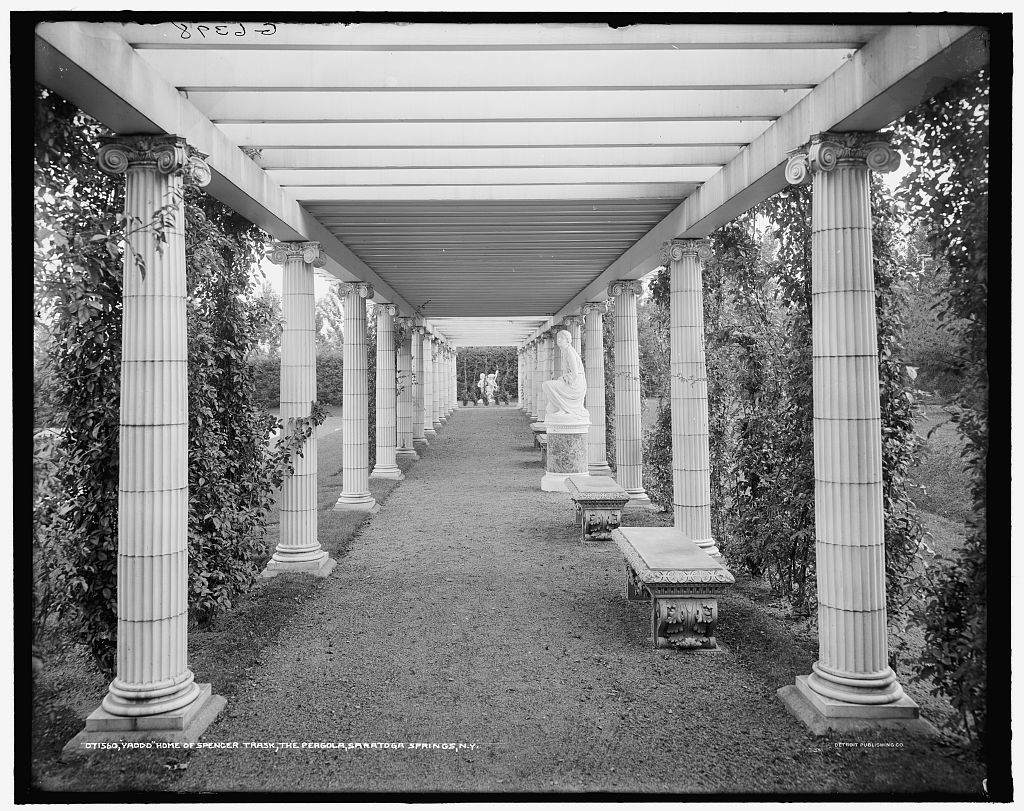
庭園内のパーゴラ（1900年代から1920年代に撮影された写真）

ヤドーの地所は1881年に資産家のスペンサー・トラスクとその妻、カトリーナが購入した。トラスク夫妻は購入した土地の上に邸宅を建てたが、1893年に火災により焼け落ちてしまった。邸宅は再建され、現在に至る。ヤドーは、"shadow" （影）と同じ韻を踏んだ言葉として、トラスク夫妻の子どもたちの一人が思いついた造語である。
4人のトラスク家の子どもたちは、みな夭折してしまった。そののちの1900年に、スペンサー・トラスクは地所を芸術家をもてなす施設に転換し、これをもって妻への贈り物とすることに決めた。彼はこの構想を、慈善家のジョージ・フォスター・ピーボディの資金援助も受けて実現させた。芸術家たちがはじめてヤドーに入村したのは1926年のことである。ヤドーの成功に勇気づけられたトラスク夫妻は、のちに、メアリ・ウィルトジー・フラーの要望に応えて、働く女性をもてなす施設のために土地を寄付した。この施設はウィアワカ・ホリデイ・ハウスとして知られる。
ヤドーの庭園は、かつてトラスク夫妻がヨーロッパを旅行した際に訪れた古典的なイタリア様式の庭園をモデルにして造園された。四季の像は1909年に購入され、庭園に設置された。その他にも地所内にはたくさんの立体造形物がある。その中に、"Hours fly, Flowers die, New days, New ways, Pass by, Love stays." （→試訳：少年老い易く、学成り難し。日々、新しいやり方に取り組め、旅人よ。そして滞在を愉しめ。）という言葉が刻まれた日時計がある。2016年現在、芸術家たちが住む邸宅は外部に開放されていないが、庭園を見学することができる。
マッカーシズムの時代のただ中であった1949年にはヤドー内外に衝撃を与えた事件が起きた。作家のアグネス・スメドレーがソビエト連邦のためにスパイ行為を働いていたと告発された事件である。彼女は中国における共産主義革命を全世界に報告するため、毛沢東の長征に従軍した人物である。避難所を求めてヤドーにいた平和主義者の教養人は、心に大きな衝撃を受けた。スメドレーは1943年にヤドーを訪れ、以後5年にわたって滞在していたからである。ヤドーの管理人、エリザベス・エイムズはFBIに事情聴取を受け、その間、詩人のロバート・ロウエルは管理人委員会に諮って彼女をヤドーの管理人から追放するように求めた（ロウエル問題）。エイムズは結果的にすべての罪状について不起訴で放免されたが、FBIの取り調べを受けるうちに、彼女の秘書であったメアリ・タウンゼント（Mary Townsend）がFBIへの情報提供を行っていたことに気付いた。エイムズは1977年に亡くなるまで管理人を務め、1923年以来、50年間にわたってヤドーの共同体を見守った。

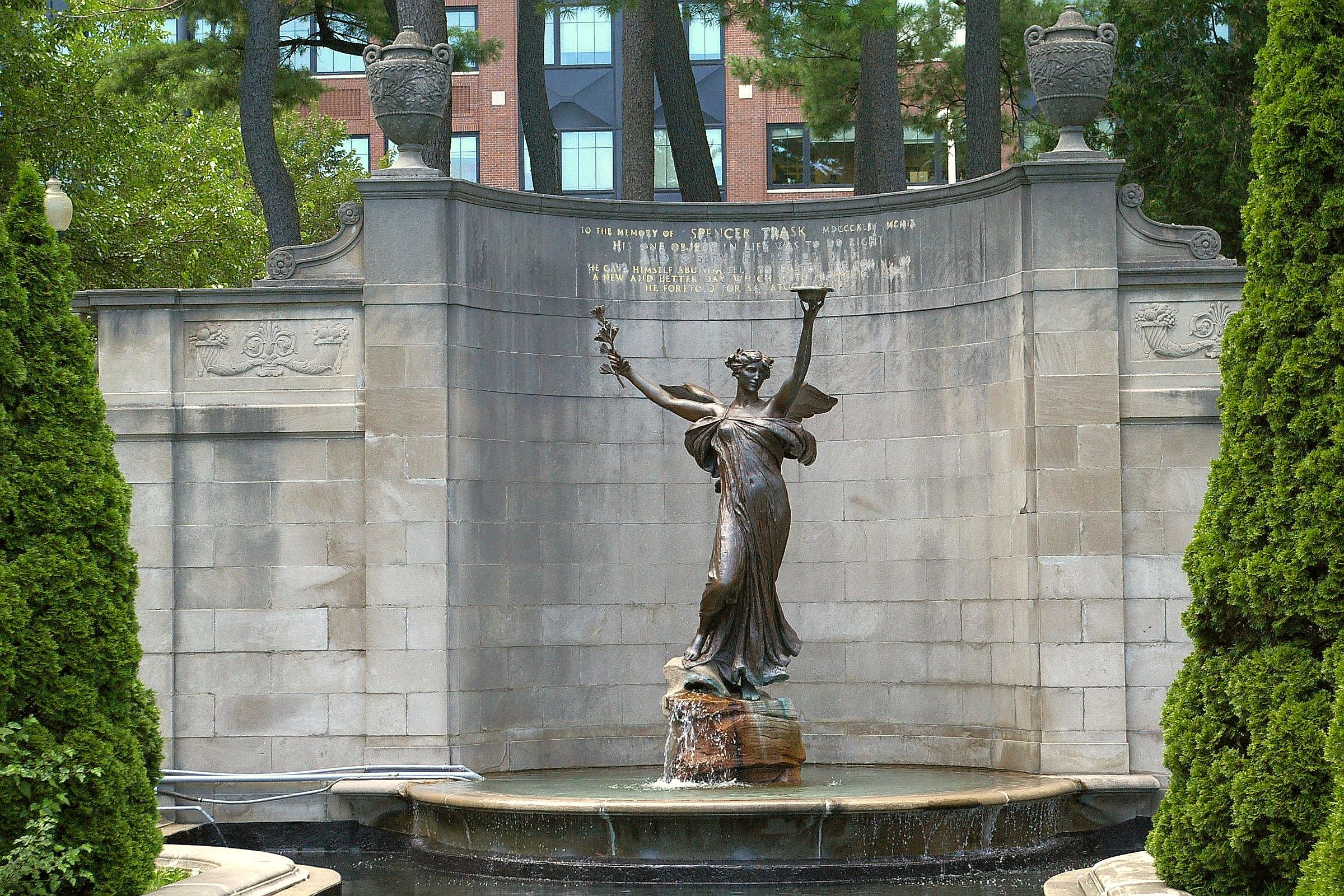
サラトガ公園に設置されている「命の精」（The Spirit of Life）の彫刻は、彫刻家のダニエル・チェスター・フレンチがスペンサー・トラスクを記念して制作したものである。

21世紀に入り、ヤドーは芸術家の共同体がいつまでもインスピレーションの源泉であり続けることを保証するため、各企画への寄付や責任の引き受けを募っている。100周年キャンペーンにおいてヤドーは、スペンサー・トラスク社と、同社の当時の代表、ケヴィン・キンバーリンから多額の寄付を受けた。また、小説家のパトリシア・ハイスミスは300万ドル相当の自己の資産のすべてをコミュニティに遺贈した。

### 文学作品の中での言及
Dagger of the Mind (1941) という小説においては Demarest Hall という芸術家村で起きた話という舞台設定がなされているが、これはヤドーをモデルにしている。作者のケネス・フィアリングは1930年代にヤドーに滞在していた。ヤドーの施設はその他にも例えば、ジョナサン・エイムズの Wake Up Sir! (2004) 小説の舞台になっている。

## 著名な滞在者
ヤドーが滞在を受け容れた芸術家の数は6000人を超える。
- ハンナ・アーレント
- ジェイムズ・ボールドウィン
- レナード・バーンスタイン
- エリザベス・ビショップ
- トルーマン・カポーティ
- ジョン・チーヴァー
- アーロン・コープランド
- パトリシア・ハイスミス
- ラングストン・ヒューズ
- テッド・ヒューズ
- ユリシーズ・ケイ
- スタンリー・クニッツ
- ロバート・ローウェル
- フラナリー・オコナー
- シルヴィア・プラス
- マリオ・プーゾ
- カーソン・マッカラーズ
- フィリップ・ロス
- ヴァージル・トムソン
- デヴィッド・フォスター・ウォレス

### 日本人滞在者
日本人滞在者には、冷泉彰彦、照屋勇賢、清水チャートリー、倉田裕也がいる。